# Salacgrīva (novads)
Salacgrīva est un ancien novads (municipalité) de Lettonie, situé dans la région de Vidzeme. En 2009, sa population est de 9 581 habitants.
Le 1er juillet 2021, la région a été fusionnée avec le novads de Limbaži.